# Zsámbok
Zsámbok é um município da Hungria, situado no condado de Peste. Tem 23,35 km² de área e sua população em 2015 foi estimada em 2.361 habitantes.